# Fluoreto de sódio
Fluoreto de sódio é um sal inorgânico, haleto alcalino, de fórmula mínima NaF, derivado do HF. Trata-se de um pó cristalino branco em condições ambientes, solúvel em água e parcialmente solúvel em etanol, apresenta densidade de 2,56 g/cm³, ponto de fusão de 993°C e ponto de ebulição de 1695°C.

## Fórmula e uso
- Usos: É usado na prevenção de cáries dentárias, e na fabricação de pastas de dentes e inseticidas, na fluoretação de água potável, e como preservante de madeira.[2]
- Efeitos sobre o organismo humano: por ser usado em cremes dentais, ele inibe a desmineralização dos dentes, tornando-os menos suscetíveis a cárie. Óbito pode ocorrer caso ingeridos 16 mg/kg de fluoreto de sódio, todavia, os cremes dentais de 90 g comercializados possuem cerca de 100 mg de fluoreto. Em antissépticos bucais a quantidade de fluoreto de sódio é de 0,225 mg/ml.[3]

## Toxicidade sobre o organismo humano
Causa inibição enzimática, estado de choque pelas modificações da concentração de potássio, agressão a certos órgãos, principalmente os digestórios, devido a enzima do estômago, frequentemente seguido por uma gastrite aguda causada pela formação do ácido fluorídrico.